# Grahovo ob Bači
Grahovo ob Bači je naselje v Občini Tolmin.
V vasi živi slikarka Stanka Golob. Vas je bila eno od prizorišč snemanja prvega slovenskega filma Na svoji zemlji.
Pod vasjo poteka Bohinjska proga. V Vasi je Cerkev Svete Ane.

Med drugo svetovno vojno so 11. julija 1944 Nemci v vasi ubili 11 slovenskih in 10 furlanskih talcev. 